# Matthias Mayer (cestista)
Matthias Friedrich Meyer (Wels, 7 aprile 1981) è un ex cestista austriaco.

## Palmarès
- Campionato austriaco: 4

Swans Gmunden: 2004-05, 2005-06, 2006-07, 2009-10
- Coppa d'Austria: 6

Swans Gmunden: 2003, 2004, 2008, 2010, 2011, 2012
- Supercoppa d'Austria: 7

Swans Gmunden: 2004, 2005, 2006, 2007, 2008, 2010, 2011